# Porcellionides bermudezi
Porcellionides bermudezi là một loài chân đều trong họ Porcellionidae. Loài này được Boone miêu tả khoa học năm 1934.